# San Lorenzo (Tarija)
San Lorenzo es una localidad y municipio de Bolivia, capital de la provincia de Méndez en el departamento de Tarija. Se  conoce a San Lorenzo, sobre todo, por haber sido cuna de Eustaquio Méndez, uno de los guerrilleros que luchó por la Independencia de la Argentina. En el museo local Casa del Moto Méndez se exhiben algunas de sus pertenencias personales y armas.

## Historia
Las referencias más antiguas datan de las exploraciones de los capitanes Pedro de Candía y Pedro Anzúrez de Camporredondo, que, estando en Larecaja, iniciaron una nueva entrada hacia los Chunchos, pero esta vez por la chirigunaia, que involucraba el valle de Tarija. Firmaron varios documentos para su expedición hasta llegar a Paria, donde la empresa pasó a demanda de la gente, y por esta razón Candía decidió poblar el valle de Tarija. Organizaron su tropa y suscribieron oficialmente los últimos documentos para la expedición. Sin embargo, sería en el último momento cuando Francisco Pizarro ordenó a Anzúrez que esperase nuevas órdenes. Candia siguió adelante, llegando el 29 de agosto a Tupiza. En reemplazo de Anzúrez, Pizarro envía a Diego de Rojas, quien, estando de gobernador de Charcas, deja como reemplazo a Francisco de Aguirre; Rojas, con propósitos incoherentes, organiza sus huestes y, estando en Paria, se dirige a Tupiza, encontrándose con Candía. Se cree que la presencia de Rojas no fue del agrado de Candia, y se formó dos columnas, Candía y su fuerza partieron al oriente a inicios de septiembre, llegaron al despoblado de Tacsara (o Tajzara) y luego al valle de Tarija, donde establecieron una estancia. Por otro lado, Rojas y su fuerza entraron por la izquierda, siguieron el río San Juan para luego ingresar al oriente y descender hasta llegar a Tucumillas, Marquiri, y establecerse una estancia en la denominada Tarixa La Viexa (Tarija La Vieja), ubicada entre Canasmoro y la actual localidad de San Lorenzo, y llegar así a la estancia de Candía a fines de enero de 1540. Posteriormente con el abandono de Candía, Rojas y como lugarteniente Francisco de Aguirre, adhirió a su tropa la fuerza de Candía.
En 1548, Juan Ortiz de Zárate en su establecimiento en el valle de Tarija, instaló distintas haciendas en el valle, como en Canasmoro y en Tarija La Vieja.
La actual zona suroeste del municipio de San Lorenzo, fue uno de los sitios donde Luis de Fuentes y Vargas se asentó por varias semanas, a su llegada se encontró con restos de construcciones y casas destruidas en las zonas conocidas en la actualidad como “La Calama y “Tarija Cancha”, se asentó también en Tarija La Vieja, lugar que serviría como campaña, posteriormente don Fuentes y Vargas descendería un poco y fundaría la Villa de San Bernardo de la Frontera de Tarija, Tarija La Vieja sería una de las primeras comarcas de la jurisdicción de San Bernardo de Tarija en poblarse. 
En 1577 la Villa de San Bernardo fue invadida por los "chiriguanaes" (o ava guaraníes). Los españoles, ayudados de los tomatas, combatieron a éstos logrando la fuga de los chiriguanaes del pueblo de Tarija La Vieja. El asalto tuvo lugar el 25 de septiembre, día del Santo Lorenzo de Roma, por lo cual los españoles y los tomatas pidieron el auxilio y la protección de San Lorenzo en el acontecimiento mencionado.

“El asalto del 25 de septiembre de 1577 a las rancherías de los pacíficos Tomatas es el primer acto hostil de los chiriguanaes que hayamos mencionado en los antiguos papeles… meses después aquellos salvajes indómitos embistieron improvisadamente la villa… En tanto apuro estando ausente el Cap. Luís de Fuentes y Vargas, cometió el pueblo su defensa de un rudo combate, que duró todo un día logró poner en fuga aquellas feroces huestes… en un cerrillo pedregoso, distante de aquí unas dos leguas”.

El conflicto fue tan grande que se designó a aquel sitio de la encarnizada lucha con en nombre de “La Matanza”, posteriormente por el de “La Matara”. Los nativos tomatas que habían participado de aquella batalla en su defensa.
En 1578 los indios tomatas quisieron perpetuar el recuerdo de la gratitud de los españoles y en honor al Santo Lorenzo, levantaron en Tarija La Vieja un templo al mártir levita; y el sitio de “Tarija La Vieja empezó desde entonces a tomar el nombre de San Lorenzo”, también se empezaría a festejar con mucho entusiasmo el día de San Lorenzo.
Tarija La Vieja o San Lorenzo cumplía las funciones de cristianizar a los "indios amigos", tomatas, y a los distintos indios que formarían alianzas con los españoles, como los churumatas y guaraníes, también el ser un sitio de producción de la vid, pan y vino.
La presencia de los franciscanos en esta Villa dio a conocer el violín, instrumento que sería transformado por los criollos, adaptándolo al violín "pascuero" con un sonido más tosco, diferenciándolo del violín europeo y que sería utilizado, hasta el día de hoy, en fiestas tradicionales como la pascua linda.

## Geografía
San Lorenzo es la capital de la provincia de Méndez y está situado en la mitad oriental de ésta, al noroeste del departamento de Tarija. La localidad se encuentra a 2001 m s. n. m., se encuentra en el margen izquierdo del río Calama y al margen derecho el río Nuevo Guadalquivir, esta a 15 km al norte de la ciudad de Tarija, la capital del departamento. El municipio se encuentra a una altitud media de 2052 m s. n. m.
El municipio posee una topografía muy irregular, con altitudes variadas como la zona alta, con formaciones montañosas y planicies, y la zona baja, constituida por valles, serranías y planicies.
Limita al norte con el departamento de Chuquisaca, al este con la provincia de O'Connor, al sur con la provincia de Cercado, y al oeste con el municipio de El Puente.
El municipio de San Lorenzo está dividido en 13 localidades los cuales son:
- San Lorenzo (capital homónima)
- Canasmoro
- Tomatas (capital Coimata)
- La Victoria (o La Vittoria, capital Rincón de La Tablada)
- Erquis
- Calama
- Tomatas Grande
- Sella Méndez
- León Cancha
- El Rancho (capital Tucumillas)
- San Pedro de las Peñas
- San Lorencito
- Cajas (capital Alto Cajas)

El resto de las localidad contienen capitales homónimas.

## Clima
El clima de San Lorenzo, también puede ser templado subhúmedo (Cwb/Cwa) en el sureste, clima estepario (BSk) en partes del norte y oeste, clima semiárido cálido (BSh) en partes centrales y partes del oeste, en las orillas de la cordillera de Sama y tiene similitudes térmicas con el clima mediterráneo (BShs) en las cercanías de la ciudad de Tarija, pero en todo el municipio es más clasificado como clima semiárido cálido, según la clasificación climática de Köppen.
```
Climograma de Tarija, cerca de 15 km de San Lorenzo.
  
Fuente:
 GeoKLIMA
[
8
]
```

## Demografía
De acuerdo con el censo boliviano de 2024, la población del municipio de San Lorenzo es de 30 352 habitantes.
La población del municipio aumentó casi dos tercios entre 1992 y 2024:
| Año  | Habitantes (municipio) | Fuente |
| ---- | ---------------------- | ------ |
| 1992 | 18.568                 | Censo  |
| 2001 | 21.375                 | Censo  |
| 2012 | 23.639                 | Censo  |
| 2024 | 30.352                 | Censo  |

La proyección del Instituto Nacional de Estadísticas de Bolivia, para 2022, le asignaba una población de 25.904 habitantes

## Economía
La principal actividad económica de San Lorenzo es la agricultura, con cultivos de papa, maíz, trigo, arveja, hortalizas y frutales. La producción está destinada a la comercialización, al consumo doméstico y como forraje para los animales.
La crianza de ganado bovino, sobre todo lechero, y otras especies menores, como el ovino, caprino y aves, es otra de las actividades principales de los pobladores del municipio. La actividad pecuaria se ha diversificado con la introducción de ganado lechero Holstein.
En San Lorenzo se elabora tradicionalmente una gran cantidad de pan que se comercializa al interior del departamento e incluso llega a ciudades como Tupiza, Villazón, Potosí, Oruro y La Paz.